# Newcastle (Texas)
Newcastle es una ciudad ubicada en el condado de Young en el estado estadounidense de Texas. En el Censo de 2010 tenía una población de 585 habitantes y una densidad poblacional de 125,41 personas por km².

## Geografía
Newcastle se encuentra ubicada en las coordenadas 33°11′44″N 98°44′38″O / 33.19556, -98.74389. Según la Oficina del Censo de los Estados Unidos, Newcastle tiene una superficie total de 4.66 km², de la cual 4.64 km² corresponden a tierra firme y (0.61%) 0.03 km² es agua.

## Demografía
Según el censo de 2010, había 585 personas residiendo en Newcastle. La densidad de población era de 125,41 hab./km². De los 585 habitantes, Newcastle estaba compuesto por el 98.97% blancos, el 0% eran afroamericanos, el 0% eran amerindios, el 0% eran asiáticos, el 0% eran isleños del Pacífico, el 0.34% eran de otras razas y el 0.68% pertenecían a dos o más razas. Del total de la población el 3.93% eran hispanos o latinos de cualquier raza.